# Draconarius terebratus
Draconarius terebratus är en spindelart som först beskrevs av Peng och Wang 1997.  Draconarius terebratus ingår i släktet Draconarius och familjen mörkerspindlar. Inga underarter finns listade i Catalogue of Life.